# London Borough of Lambeth
Der London Borough of Lambeth [ˈlæmbəθ] ist ein Stadtbezirk von London. Er liegt unmittelbar südlich der Stadtmitte im „Knie“ der Themse an deren östlichem Ufer gegenüber der City of Westminster. Der Name Lambeth, urkundlich erwähnt im Jahr 1062 als Lambehitha bzw. 1089 als Lamhytha, geht etymologisch auf die altenglischen Worte lamb (Lamm) und hȳth (Hafen, Landepunkt) zurück. Bei der Gründung der Verwaltungsregion Greater London im Jahr 1965 entstand er aus dem Metropolitan Borough of Lambeth sowie den Stadtteilen Clapham und Streatham im Metropolitan Borough of Wandsworth.

## Stadtteile
- Brixton
- Clapham
- Clapham Park
- Crystal Palace
- Dulwich
- Gipsy Hill
- Herne Hill
- Kennington
- Lambeth
- Stockwell
- Streatham
- Streatham Hill
- Tulse Hill
- Vauxhall
- Waterloo
- West Dulwich
- West Norwood

Herne Hill und Dulwich gehören teilweise zum London Borough of Southwark. Der Stadtteil Crystal Palace ist ebenfalls auf mehrere Stadtbezirke verteilt.

## Bevölkerung
Die Bevölkerung setzte sich 2008 zusammen aus 67,3 % Weißen, 5,6 % Asiaten, 19,8 % Schwarzen und 1,3 % Chinesen.
2011 identifizierten sich 57,1 % als weiß, 29,9 % schwarz, 8 % asiatisch, 0,6 % arabisch und 4,2 % gemischten Ursprungs.

## Sehenswürdigkeiten

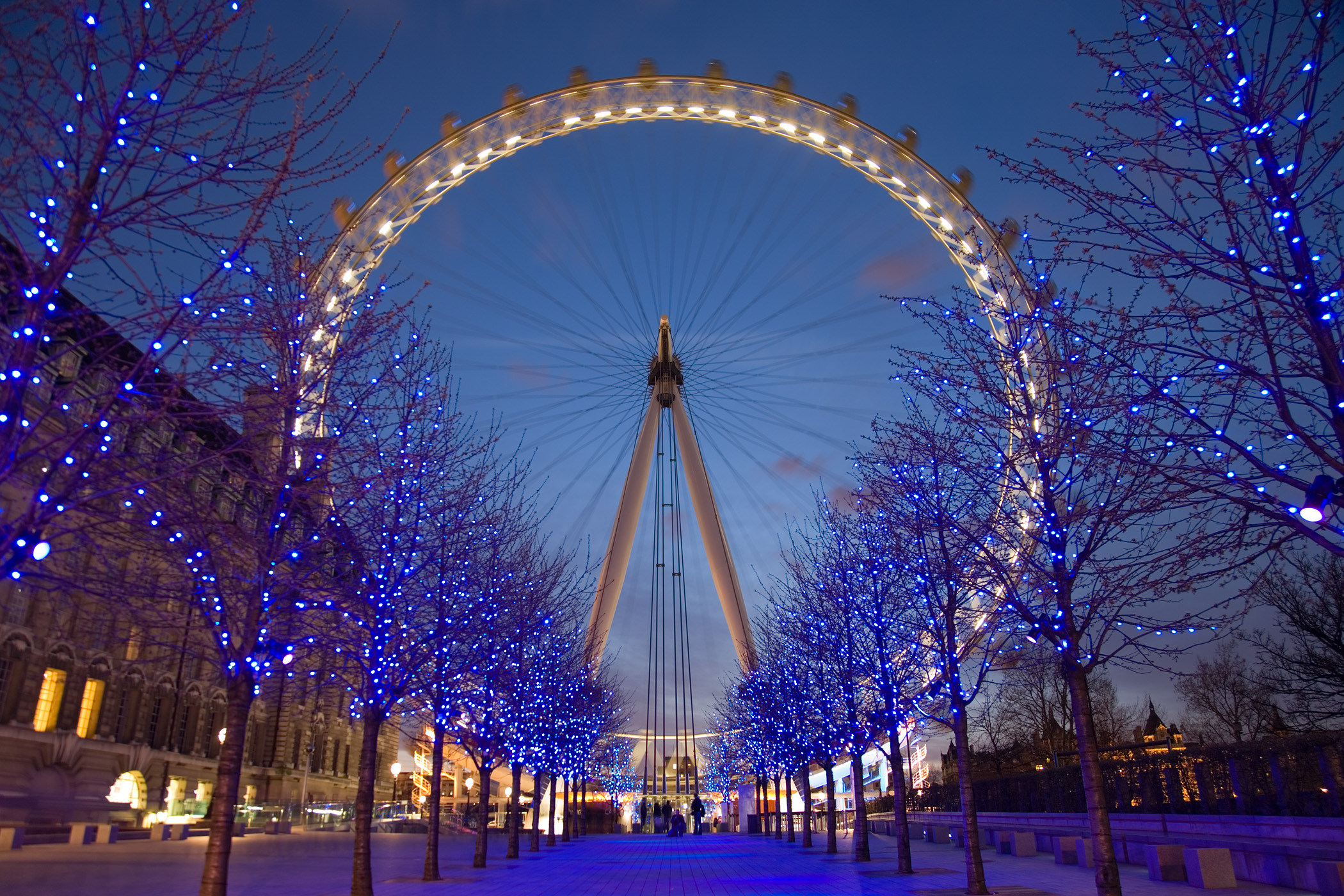
London Eye Twilight April 2006

- London Eye
- County Hall
- Florence-Nightingale-Museum
- Imperial War Museum
- National Theatre
- Royal Festival Hall
- Bahnhof London Waterloo
- Lambeth Palace
- SIS-Gebäude

## Sport
In Herne Hill befindet sich eine der ältesten und traditionsreichsten Radrennbahnen Großbritanniens. Dort wurden 1948 die Bahnradsport-Wettbewerbe der Olympischen Spiele ausgetragen.

## Persönlichkeiten

### Söhne und Töchter der Stadt
- John Nash (1752–1835), Regency-Architekt
- James Sowerby (1757–1822), Naturforscher und Maler
- George Brettingham Sowerby I (1788–1854), Malakologe
- John Winter Jones (1805–1881), Bibliothekar
- Sarah Greenwood (1809–1889), neuseeländische Malerin, Zeichnerin und Lehrerin
- George Brettingham Sowerby II (1812–1884), Malakologe
- George Cooper (1820–1876), Organist und Musikpädagoge
- George Robert Sims (1847–1922), Schriftsteller, Journalist und Sozialreformer
- William Edward Frank Britten (1848–1916), Maler und Illustrator
- Aston Webb (1849–1930), Architekt
- Norman Bailey (1857–1923), Fußballspieler
- Frank Rose (1857–1928), Politiker, Schriftsteller, Journalist und Dramatiker
- Edith Nesbit (1858–1924), Autorin
- Hilda Hewlett (1864–1943), Pilotin und Gründerin der ersten englischen Flugschule
- Martin Onslow Forster (1872–1945), Chemiker
- Bernard Montgomery, 1. Viscount Montgomery (1887–1976), General im britischen Heer
- Herbert Stanley Morrison (1888–1965), Politiker
- Jack Trevor (1893–1976), Schauspieler
- Charles Eaton (1895–1979), britisch-australischer Pilot und Diplomat
- Gordon Goodwin (1895–1984), Geher
- Alf Razzell (1897–1995), Veteran und Zeitzeuge des Ersten Weltkriegs
- John Collier (1901–1980), britisch-amerikanischer Schriftsteller
- Tommy Hampson (1907–1965), Mittelstreckenläufer
- Sydney Allard (1910–1966), Rennfahrer
- Ernest Page (1910–1973), Sprinter
- Peter Twinn (1916–2004), Codeknacker
- Freddie Tomlins (1919–1943), Eiskunstläufer
- Roger Moore (1927–2017), Schauspieler
- Ronald Biggs (1929–2013), Mitglied der britischen Postzug-Räuberbande
- Buster Edwards (1931–1994), Mitglied der britischen Postzug-Räuberbande
- Gary Raymond (* 1935), Schauspieler
- Gordon Beck (1936–2011), Jazzmusiker
- Stephen Moore (1937–2019), Schauspieler
- Jo Ann Kelly (1944–1990), Bluessängerin und Gitarristin
- Ken Livingstone (* 1945), Politiker
- David Bowie (1947–2016), Popmusiker
- Alan West, Baron West of Spithead (* 1948), Politiker und Admiral der Royal Navy
- Paul Simonon (* 1955), Musiker
- Dominic Grieve (* 1956), Politiker
- David Lidington (* 1956), Politiker (Conservative Party)
- Maxi Jazz (1957–2022), Musiker
- Deborah Anne Dyer alias Skin (* 1967), Musikerin
- Chris Powell (* 1969), Fußballtrainer
- Naomi Campbell (* 1970), Model
- Roots Manuva (* 1972), Rapper
- Tasha Danvers (* 1977), Hürdenläuferin
- David Haye (* 1980), Boxer
- Scott Parker (* 1980), Fußballspieler
- Charles Dunne (* 1993), Fußballspieler
- Lauren McCrostie (* 1996), Theater- und Filmschauspielerin
- Toyosi Olusanya (* 1997), englisch-nigerianischer Fußballspieler
- Joy Crookes (* 1998), Singer-Songwriterin
- Santan Dave (* 1998), Rapper
- Nathan Tella (* 1999), Fußballspieler
- Jadon Sancho (* 2000), Fußballspieler

### Persönlichkeiten mit Bezug zur Stadt
- Edward Moore (1712–1757), Dramatiker und Schriftsteller
- Henry Maudslay (1771–1831), Maschinenbauer
- Jeremy Brett (1933–1995), Schauspieler